# 슈터 (2002년 영화)
《슈터》(Shooters)는 영국에서 제작된 콜린 티그 감독의 2002년 영화이다. 제라드 버틀러 등이 주연으로 출연하였다. 1999년 영국 런던에서 촬영되었으며 2002년 1월 25일 영국에서 극장 개봉되었다.

## 출연

### 주연
- 제라드 버틀러
- 루이스 뎀시

### 조연
- 아드리안 던버
- 이안 그루퍼드
- 앤드류 하워드
- 제이슨 휴즈
- 멜라니 린스키
- 매튜 리즈